# Cryptopimpla amplipennis
Cryptopimpla amplipennis är en stekelart som beskrevs av Henry Keith Townes, Jr. 1978. Cryptopimpla amplipennis ingår i släktet Cryptopimpla och familjen brokparasitsteklar. Inga underarter finns listade i Catalogue of Life.